# 북부 사미어

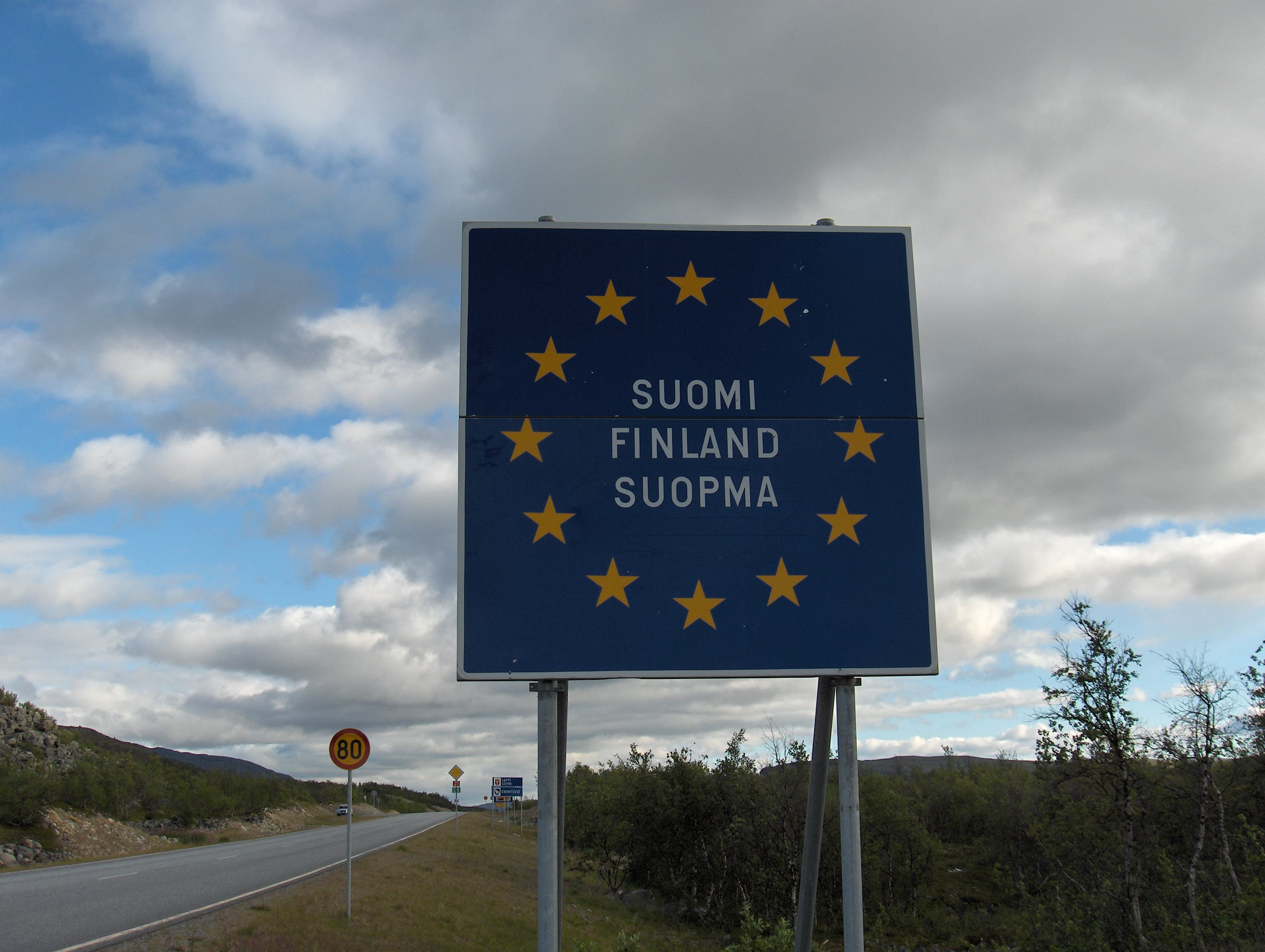
핀란드어, 스웨덴어, 북부 사미어로 된 국경 표지. 노르웨이와 핀란드 킬피스얘르비 사이의 유럽 도로 E8 상에 있다.

북부 사미어(Davvisámegiella) 줄여서 북사미어는 사미어 중 가장 많이 사용되는 언어이다. 북부 사미어 사용 지역은 노르웨이, 스웨덴, 핀란드의 북부 지역이며, 사용 인구는 약 1만 5천~2만 5천명 정도이다. 이 중 2000여 명이 핀란드, 5~6천명이 스웨덴에 거주하고 있다.

## 역사
북부 사미어는 1748년 크누드 림의 책 《En lappisk Grammatica efter den Dialect, som bruges af Field-Lapperne udi Porsanger-Fiorden》에서 처음 알려졌고, 1752년과 1768년 첫 사전이 나왔다. 크누드 림의 동료 안데르스 포르상에르는 트론헤임 성당 학교 등지에서 사미어를 연구하였으나, 당시의 민족주의적 분위기 때문에 출판하지 못하였다. 이후 연구 자료가 대부분 사라졌다.

### 기원
현재 사용되는 북부 사미어의 철자법은 라스무스 라스크와 닐스 바이브 스톡플레트의 협력으로 1832년 출판된 《Ræsonneret lappisk sproglære efter den sprogart, som bruges af fjældlapperne i Porsangerfjorden i Finmarken. En omarbejdelse af Prof. Knud Leems Lappiske grammatica》를 기원으로 한다. 라스크의 원칙은 하나의 글자에 하나의 소리가 대응된다는 것으로, 노르웨이나 스웨덴어 철자법에 영향을 받은 룰레 사미어나 남부 사미어의 철자법과는 다르다. 일부 자음에는 발음 부호가 추가되어(č, đ, ŋ, š, ŧ, ž) 유니코드 도입 이전에는 데이터 처리 문제가 있었다. 스톡플레트와 J. A. 프리스는 사미어의 문법 책과 사전을 집필하였다. 이바르 오센이 노르웨이어 문법책을 작성하기 전에도 상세한 문법 서적이 있었다.

### 규칙
북부 사미어가 사용되는 세 국가 모두 철자법이 조금씩 다르다. 북부 사미어로 성경을 번역할 때는 프리스의 철자법이 사용되었다. 현대 북부 사미어의 단어 사전은 콘라드 닐센의 사전 Lappisk ordbok을 기초로 한다. 1948년부터 노르웨이와 스웨덴의 북부 사미어 철자법은 단일화되었으나, 노르웨이에서는 많이 사용되지 않았다. 노르웨이에서는 사미어를 일상 생활에서 사용하지 못하도록 한 정책이 있었고, 스웨덴에서는 사미 학교에서 사미어를 가르쳤다. 스웨덴의 정책 Lapp ska vara lapp(사미인은 사미인이어야 한다)에 의하여 사미 족을 대형 사회에서 분리하려는 의도도 있었다. 1979년 노르웨이, 스웨덴, 핀란드가 공통 철자법을 도입하였다.

### 동화
알타 논쟁 이후 일어난 인구 대량 이동과 정치적 분위기의 변화가 맞물려 노르웨이의 사미족 동화 정책은 20세기 말에 와서 바뀌었다. 현재 노르웨이 핀마르크주와 트롬스주와 카우토케이노, 카라스요크, 네세뷔, 데아트누-타나, 포르상에르, 가이부오트나(코피오르) 지자체의 공식 언어이다. 1977년 이전에 출생한 사미족은 현재 사용되는 철자법을 배울 기회가 없었으므로, 글로 쓴 사미어가 보급된 지는 오래 되지 않았다.

## 철자법
북부 사미어는 SVO 언어이다. 북부 사미어의 철자법은 오랜 시간 동안 발전하였으며, 라틴 알파벳을 기본으로 하여 확장 알파벳의 종류만 9종류 이상이다. 가장 최근의 철자법은 1979년 승인되었고 1985년 개정된 것이다.
| A a | Á á | B b | C c  | Č č  | D d | Đ đ | E e  | F f  | G g |
| a   | á   | be  | ce   | če   | de  | đe  | e    | eff  | ge  |
| --- | --- | --- | ---- | ---- | --- | --- | ---- | ---- | --- |
| /ɑ/ | /a/ | /b/ | /ts/ | /tʃ/ | /d/ | /ð/ | /e/  | /f/  | /ɡ/ |
| H h | I i | J j | K k  | L l  | M m | N n | Ŋ ŋ  | O o  | P p |
| ho  | i   | je  | ko   | ell  | emm | enn | eŋŋ  | o    | pe  |
| /h/ | /i/ | /j/ | /k/  | /l/  | /m/ | /n/ | /ŋ/  | /o/  | /p/ |
| R r | S s | Š š | T t  | Ŧ ŧ  | U u | V v | Z z  | Ž ž  |     |
| err | ess | eš  | te   | ŧe   | u   | ve  | ez   | ež   |     |
| /r/ | /s/ | /ʃ/ | /t/  | /θ/  | /u/ | /v/ | /dz/ | /dʒ/ |     |

북부 사미어에만 있는 글자(Áá Čč Đđ Ŋŋ Šš Ŧŧ Žž)들을 표현할 수 있는 방법이 없는 경우 단순한 날카로운(acute) 강조 부호로 대체하였다. 공통 철자법이 도입된 이후에도 입력 문제로 인하여 사용될 때도 있다.
1979년 공통 철자법이 도입되기 전에는 나라별로 철자법이 조금씩 달랐기 때문에 그 시기의 책은 같은 말인데도 불구하고 표기법이 달랐다.
1. Maanat leät poahtan skuvllai.
2. Mánát leat boahtán skuvlii.

(아이들은 학교에 와야 한다.)
첫 문장은 안티 오우타코스티의 1950년 책 Samekiela kielloahpa에서 왔으며, 두 번째 문장은 현재의 철자법으로 다시 쓴 것이다.

## 방언
북부 사미어는 토르네, 동부 핀마르크, 서부 핀마르크(문어 표준), 해양 사미 방언으로 구분할 수 있다.

## 문법
북부 사미어는 교착어 및 굴절어이며, 다른 우랄어족 언어들과 문법의 특성이 비슷하다. 사미어의 형태소는 먼 친척 에스토니아어처럼 합성 및 굴절적 성격을 가지고 있다.

### 격
북부 사미어는 단수형으로 7개의 격을 가지고 있으나 소유격과 대격이 동일하여 6개의 격으로 취급하기도 한다.
- 주격
- 소유격
- 대격
- 위치격
- 추격
- 공동격
- 상태격

### 대명사
인칭 대명사는 하나, 둘, 여럿의 세 가지 수를 갖는다.
| 주격         | 하나 | 둘    | 여럿 | 뜻   |
| ------------ | ---- | ----- | ---- | ---- |
| 1인칭 주격   | mun  | moai  | mii  | 나   |
| 2인칭 주격   | don  | doai  | dii  | 너   |
| 3인칭 주격   | son  | soai  | sii  | 그   |
| 소유격/대격  | 하나 | 둘    | 여럿 | 뜻   |
| 1인칭 소유격 | mu   | munno | min  | 내   |
| 2인칭 소유격 | du   | dudno | din  | 네   |
| 3인칭 소유격 | su   | sudno | sin  | 그의 |

### 동사
1인칭부터 3인칭까지의 3개의 인칭이 있으며, 4개의 법이 있다. 각각 동사는 하나, 둘, 여럿의 세 가지 수에 따라 변형되며, 시제는 과거와 과거 이후 2개로 나뉜다.